# Dipteros

plattegrond van een dipteros

Een dipteros (Oudgrieks ὁ δίπτερος) is een Griekse tempel waarbij de cella - centrale ruimten van de tempel - geheel omgeven zijn door twee rijen zuilen. Het is een uitgebreidere versie van de peripteros, waarbij de centrale ruimten van de tempel omgeven zijn door één rij zuilen.
Voorbeelden van een dipteros zijn:
- de tempel van Artemis in Efeze;
- de tempel van Apollo in Didyma;
- de tempel van de Olympische Zeus in Athene.